# Diocesi di Bougainville
La diocesi di Bougainville (in latino Dioecesis Buganvillensis) è una sede della Chiesa cattolica in Papua Nuova Guinea suffraganea dell'arcidiocesi di Rabaul. Nel 2022 contava 266.444 battezzati su 337.000 abitanti. È retta dal vescovo Dariusz Piotr Kałuża, M.S.F.

## Territorio
La diocesi comprende la regione autonoma di Bougainville in Papua Nuova Guinea.
Sede vescovile è la città di Buka, dove si trova la cattedrale dell'Assunzione di Maria Vergine. A Kieta sorge l'ex cattedrale di San Michele arcangelo.
Il territorio si estende su 10.660 km² ed è suddiviso in 35 parrocchie.

## Storia
La prefettura apostolica delle Isole Salomone tedesche fu eretta il 23 maggio 1898, ricavandone il territorio dal vicariato apostolico della Nuova Pomerania (oggi arcidiocesi di Rabaul).
Il 21 gennaio 1904 assunse il nome di prefettura apostolica delle Isole Salomone settentrionali.
Il 31 maggio 1930 la prefettura apostolica fu elevata a vicariato apostolico con la lettera apostolica Cum in praefectura di papa Pio XI.
L'11 giugno 1959 cedette una porzione del suo territorio a vantaggio dell'erezione del vicariato apostolico delle Isole Salomone occidentali (oggi diocesi di Gizo).
Il 15 novembre 1966 in forza della bolla Laeta incrementa di papa Paolo VI il vicariato apostolico fu elevato a diocesi e assunse il nome attuale.

## Cronotassi dei vescovi
Si omettono i periodi di sede vacante non superiori ai 2 anni o non storicamente accertati.
- Eugen Englert, S.M. † (1899 - 1904 dimesso)
- Joseph Forrestier, S.M. † (1904 - 1918 deceduto)
- Maurice Boch, S.M. † (18 maggio 1920 - 9 giugno 1930 deceduto)
- Thomas James Wade, S.M. † (3 luglio 1930 - 14 giugno 1960 dimesso)
- Leo Lemay, S.M. † (14 giugno 1960 - 1º luglio 1974 dimesso)
- Gregory Singkai † (1º luglio 1974 - 12 settembre 1996 deceduto)
  - Sede vacante (1996-1999)
- Henk Kronenberg, S.M. † (19 aprile 1999 - 15 dicembre 2009 ritirato)
- Bernard Unabali † (15 dicembre 2009 - 10 agosto 2019 deceduto)[1]
- Dariusz Piotr Kałuża, M.S.F., dal 12 settembre 2020

## Statistiche
La diocesi nel 2022 su una popolazione di 337.000 persone contava 266.444 battezzati, corrispondenti al 79,1% del totale.
| anno | popolazione | popolazione | popolazione | presbiteri | presbiteri | presbiteri | presbiteri                | diaconi | religiosi | religiosi | parrocchie |
| anno | battezzati  | totale      | %           | numero     | secolari   | regolari   | battezzati per presbitero | diaconi | uomini    | donne     | parrocchie |
| ---- | ----------- | ----------- | ----------- | ---------- | ---------- | ---------- | ------------------------- | ------- | --------- | --------- | ---------- |
| 1970 | 60.585      | 78.800      | 76,9        | 36         | 5          | 31         | 1.682                     |         | 69        | 95        | 1          |
| 1980 | 84.000      | 102.850     | 81,7        | 31         | 5          | 26         | 2.709                     | 1       | 62        | 90        | 27         |
| 1990 | 124.000     | 131.800     | 94,1        | 33         | 8          | 25         | 3.757                     |         | 60        | 62        | ?          |
| 1999 | 135.100     | 175.000     | 77,2        | 20         | 10         | 10         | 6.755                     |         | 25        | 37        | 32         |
| 2000 | 160.000     | 190.000     | 84,2        | 24         | 10         | 14         | 6.666                     |         | 19        | 36        | 31         |
| 2001 | 165.069     | 196.000     | 84,2        | 23         | 10         | 13         | 7.176                     |         | 33        | 39        | 31         |
| 2002 | 145.380     | 175.600     | 82,8        | 25         | 14         | 11         | 5.815                     |         | 40        | 45        | 31         |
| 2003 | 146.475     | 177.200     | 82,7        | 23         | 14         | 9          | 6.368                     |         | 36        | 44        | 32         |
| 2004 | 147.350     | 180.000     | 81,9        | 23         | 15         | 8          | 6.406                     |         | 22        | 46        | 32         |
| 2006 | 149.200     | 183.500     | 81,3        | 24         | 10         | 14         | 6.216                     |         | 30        | 48        | 31         |
| 2012 | 143.583     | 219.294     | 65,5        | 30         | 17         | 13         | 4.786                     |         | 34        | 54        | 31         |
| 2015 | 147.000     | 236.000     | 62,3        | 38         | 25         | 13         | 3.868                     |         | 29        | 58        | 33         |
| 2018 | 157.000     | 251.000     | 62,5        | 41         | 28         | 13         | 3.829                     |         | 29        | 58        | 33         |
| 2020 | 223.386     | 319.123     | 70,0        | 31         | 25         | 6          | 7.206                     |         | 19        | 51        | 34         |
| 2022 | 266.444     | 337.000     | 79,1        | 35         | 23         | 12         | 7.612                     |         | 27        | 51        | 35         |